# La Châtaigneraie
La Châtaigneraie är en kommun i departementet Vendée i regionen Pays de la Loire i västra Frankrike. Kommunen ligger i kantonen La Châtaigneraie som tillhör arrondissementet Fontenay-le-Comte. År 2022 hade La Châtaigneraie 2 590 invånare.

## Befolkningsutveckling
Antalet invånare i kommunen La Châtaigneraie
| Referens: INSEE |